# 코리언 타코

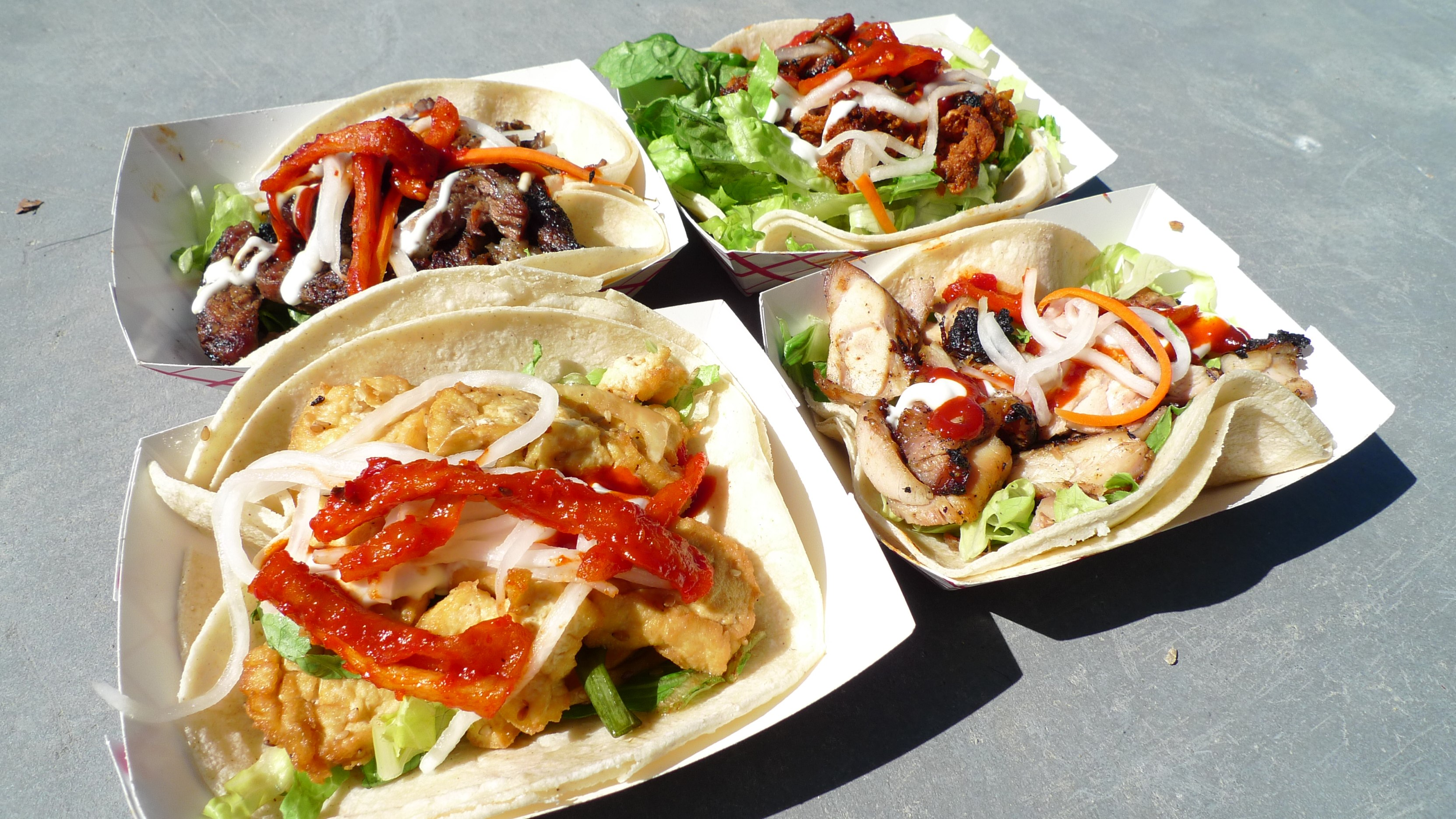
샌프란시스코의 타코 트럭 "서울 온 휠즈" (Seoul on Wheels)가 판매하는 코리언 타코.

코리언 타코(Korean tacos)는 미국 캘리포니아에서 인기가 많은 퓨전 요리의 하나다. 개조한 트럭에서 즉석으로 만들어 제공하는 길거리 음식으로, 전통 멕시코 옥수수 토르티야 위에 김치, 불고기와 같은 코리언 재료들을 더한다. 코리언 부리토는 넓은 밀가루 토르티야에 한식의 재료를 넣고 (밀전병처럼) 돌돌 말아서 만든다.

## 배경
타코, 부리토, 샌드위치 랩 등의 요리는 보통 어떤 재료로도 만들 수 있는 음식이고, 따라서 한식의 재료를 이용한 타코는 그 이전에도 한국인 이민자들이 운영하는 식당에서 때때로 선보였었다.
코리언 타코가 본격적으로 인기를 끌게 된 것은, 로스앤젤레스의 (트럭을 개조해 만든) 이동식 식당인 '고기 바베큐'(Kogi Korean BBQ)가 자신들의 트럭 이동경로를 트위터에 올리면서부터이다. '고기 바베큐'의 주인인 마크 맨게라(Mark Manguera)는 로스앤젤레스 코리아타운 안의 어느 곳에서도 '까르네 아사다'(carne asada, 멕시코식 바베큐) 타코를 찾을 수 없었고, 이에 착안해 코리언 타코를 만들었다고 말했다. 운영 첫해인 2009년에 '고기 바베큐'는 $200만 달러(약 ₩20억원)의 매출을 올렸다.
로스앤젤레스에서 시작된 코리언 타코 트럭은 포틀랜드(the KOI Fusion truck), 오스틴(the Chi'Lantro BBQ truck), 시애틀(Marination Mobile)등 다른 대도시에서도 소개가 되었다. 샌프란시스코에서는 골든게이트 공원 안의 노점인 '해피 밸리'(Happy Belly)가 2009년 코리언 타코를 선보이면서 인기를 끌었다.
코리언 타코가 인기를 끌자, 미국 전역에 수백 개의 점포를 가지고 있는 대형 패스트 푸드업체인 '바하 프레쉬'(Baja fresh)는 코리언 타코의 시장성을
검토하기도 했다. 2010년 4월, 푸드 & 와인 (Food & Wine) 잡지는 고기 바베큐의 주방장인 로이 최를 그해 최고의 신인 요리사("Best New Chefs")로 선정했다.
(트럭을 이용한) 이동식 식당의 주방장이 이 상을 받은 것은 그가 처음이었다.

## 같이 보기
- 부리토
- 타코
- 쌈
- 춘권
- 텍스멕스